# Олджай Шахан
Олджай Шахан (тур. Olcay Şahan, нар. 26 травня 1987, Дюссельдорф) — німецький і турецький футболіст, нападник.

## Клубна кар'єра
Народився 26 травня 1987 року в місті Дюссельдорф. Вихованець юнацьких команд футбольних клубів «Баєр 04», «Фортуна» (Дюссельдорф) та «Боруссія» (Менхенгладбах).
У дорослому футболі дебютував 2006 року виступами за другу команду клубу менхенгладбаської «Боруссія», в якій провів два сезони, взявши участь у 75 матчах чемпіонату. 
Своєю грою за цю команду привернув увагу представників тренерського штабу клубу «Дуйсбург», до складу якого приєднався 2008 року. Відіграв за дуйсбурзький клуб наступні три сезони своєї ігрової кар'єри. Більшість часу, проведеного у складі «Дуйсбурга», був основним гравцем атакувальної ланки команди.
2011 року уклав контракт з клубом «Кайзерслаутерн», у складі якого провів наступний рік своєї кар'єри гравця. Граючи у складі «Кайзерслаутерна» також здебільшого виходив на поле в основному складі команди.
До складу клубу «Бешикташ» приєднався 2012 року. Відтоді встиг відіграти за стамбульську команду понад 100 матчів в національному чемпіонаті.
Влітку 2019 року перейшов до клубу «Денізліспор», а ще через рік до «Єні Малатьяспор» за який відіграв лише 12 матчів, після чого завершив кар'єру.

## Виступи за збірну
На рівні збірних вирішив захищати кольори своєї історичної батьківщини і 2013 року дебютував в офіційних матчах у складі національної збірної Туреччини. Був учасником Євро-2016. У формі головної команди країни провів 27 матчів, забивши 2 голи.
Голи в складі збірної
| № | Дата           | Арена                          | Суперник | Рахунок | Результат | Турнір           |
| - | -------------- | ------------------------------ | -------- | ------- | --------- | ---------------- |
| 1 | 28 травня 2013 | MSV-Арена, Дуйсбург, Німеччина | Латвія   | 1–0     | 3–3       | Товариський матч |
| 2 | 3 вересня 2014 | TRE-FOR Park, Оденсе, Данія    | Данія    | 1-1     | 2-1       | Товариський матч |

## Титули і досягнення
- Чемпіон Туреччини (1):

«Бешікташ»: 2015-16